# Gevgelija
Gevgelija (kyrillisch Гевгелија; albanisch Gjevgjelia, indefinit Gjevgjeli; griechisch Γευγελή Gevgelí; türkisch Gevgili/Gevgelü; serbisch Ђевђелија Đevđelija) ist eine Stadt in der Region Bojmija im Südosten Nordmazedoniens und Hauptort der gleichnamigen Opština.

## Geographie
Die Stadt Gevgelija liegt etwa zwei km nördlich der griechisch-nordmazedonischen Grenze, westlich der Autobahn A 1 (Teil der Europastraße 75) und der Eisenbahnlinie Thessaloniki–Belgrad, am rechten Ufer des Flusses Vardar (gr. Axios). In der Nähe liegen die Berge Koruf und Pajak. Gevgelija liegt rund 70 km nordwestlich von Thessaloniki, rund 165 km südöstlich der nordmazedonischen Hauptstadt Skopje und 6 km nordwestlich des griechischen Grenzortes Evzoni.
Das Gebiet der Opština umfasst 483,43 km² mit 17 Ortschaften.

## Bevölkerung
Die Opština Gevgelija hatte 2002 22.988 Einwohner, von denen 15.685 in der Stadt Gevgelija lebten.
Ethnisch zählen sich über 96 % der Einwohner der Stadt zu den Mazedoniern.
Zu erwähnen ist auch, dass in Gevgelija und den umliegenden Dörfern eine kleine serbische Minderheit lebt.

## Geschichte
Im Zuge des Ersten Balkankrieges eroberten serbische Truppen unter dem Kommando von Aleksandar Đorđević die Stadt. Laut einem Memorandum des britischen Konsuls Harry Lamb an seinen Vorgesetzten in Thessaloniki vom 11. Dezember 1912 berichtet davon, wie sich diese in den ersten vier Tagen verhielten. Demnach plünderten diese die Häuser von „Türken“ (Muslimen) und vergewaltigten und griffen deren Frauen an. Laut einem Informanten Lambs töteten sie in der gesamten Gegend von Gevgelija über 120 Muslime, 65 von ihnen wurden in Bogdanci ermordet.

## Verkehr

### Eisenbahn
Seit 1873 besitzt Gevgelija Anschluss an das Eisenbahnnetz. In diesem Jahr eröffnete die Chemins de fer Orientaux ihre Strecke von Thessaloniki nach Üsküb, dem heutigen Skopje. Seit den Grenzziehungen infolge der Balkankriege 1912/13 ist der Bahnhof von Gevgelija Grenzbahnhof zu Griechenland. Pendant auf griechischer Seite ist der Bahnhof von Idomeni.
Heute ist die Bahnstrecke Tabanovci–Gevgelija die Magistrale der nordmazedonischen Eisenbahn und Teil des Paneuropäischen Verkehrskorridors X. Der Verkehr ist allerdings als Folge der Jugoslawienkriege seit Beginn der 1990er Jahre eher schwach. Die Flüchtlingskrise in Europa 2015/2016 bildete den Vorwand, ihn ganz einzustellen. Grenzüberschreitend sah der Fahrplan 2019 nur ein Zugpaar vor – und dieses war saisonal auf die Sommermonate beschränkt. Darüber hinaus wurden zwei Verbindungen mit Skopje angeboten.

### Straße
Östlich der Stadt verläuft die Avtopat A1, die am südöstlich von Gevgelija liegenden Grenzübergang Bogorodica/Evzoni an die griechische Aftokinitodromos 1 anschließt. Beide Autobahnen stellen einen Teil der zentralen Nord-Süd-Verbindung der Balkanhalbinsel dar.

## Flüchtlingskrise
Im Zuge der Flüchtlingskrise in Europa seit 2015 ließ die Regierung Mazedoniens (damals unter Nikola Gruevski) im November 2015 links und rechts des Grenzübergangs zu Griechenland einen Grenzzaun errichten. (Karte)  Am 8. Februar 2016 wurde der Bau eines zweiten Grenzzaunes begonnen.